# Els Pasqüets
Els Pasqüets és una masia de la Coma i la Pedra (Solsonès) inclosa a l'Inventari del Patrimoni Arquitectònic de Catalunya.

## Situació
Està situada al sector sud del terme municipal, als vessants de llevant de la Serra de Querol, al marge dret del Cardener, a un centenar de metres per damunt de la carretera de Coll de Port. S'aixeca damunt d'un llom rodejat d'antics camps de conreu, avui prats de pastura. L'indret queda al sud-oest del nucli de la Coma.
S'hi va a peu per un petit sender senyalitzat: la ruta de les ermites. Al km. 4 de la carretera LV-4012 de Sant Llorenç a Tuixén, abans de creuar el pont de la Pedra, es troba a l'esquerra un ampli espai per aparcar (42° 09′ 53″ N, 1° 35′ 39″ E / 42.164828°N,1.594257°E). Hi ha un pal indicador. El sender inicialment puja cap al nord però molt aviat gira en direcció sud. Està ben fressat i arriba a Sant Cristòfol en menys de mitja hora.

## Descripció

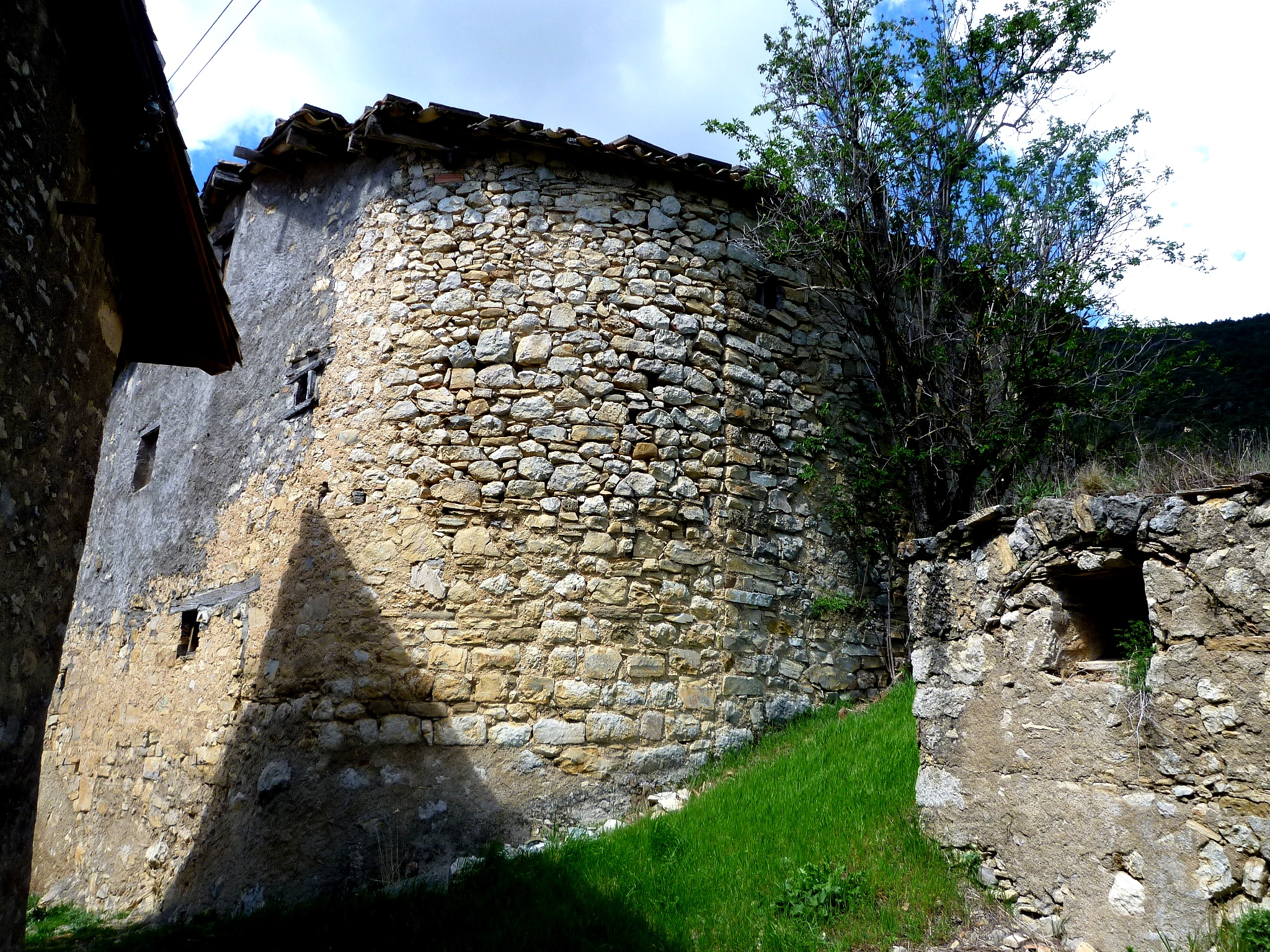
Part posterior de la masia

Masia de planta basilical amb el carener perpendicular a la façana, orientada a migdia i coberta a doble vessant. La masia té un annex al cantó de llevant, cobert a una sola vessant, prolongació de les cobertes principals. A tramuntana i dins el cos de la masia, hi ha l'església de Sant Cristòfol de Pasqüets.
Feta amb material molt simple i de poca qualitat, la façana està arrebossada i té unes obertures molt irregulars, corresponents a diferents èpoques.

## Història
Procedents de la Masia de Pasqüets i conservant el mateix cognom, s'instal·laren a la vila de Sant Llorenç de Morunys; l'arxiu de la Confraria dels Colls esmenta confrares amb aquest cognom durant els segles xvi i xvii (anys 1530-40 i 1655). Durant aquests segles però, la casa continua habitada i conserven el mateix cognom de Pasqüets.
La casa de Pasqüets té annex l'església de Sant Cristòfol (del mateix nom, coneguda també com a Sant Cristòfol de Cogulls). Anomenada popularment Sant Llop i al bell mig de la Costa de Galliners, en aquest indret hi havia al segle X moltes vinyes pertanyents al monestir de Sant Llorenç de Morunys.
En el lloc de la Costa de Galliners, hi havia encara al segle xvii galls negres salvatges.